# دریاچه سد الوند
دریاچه سد الوند (به عربی: بحیرة سد الوند) یک دریاچه در عراق است که در استان دیاله و در نزدیکی مرز ایران واقع شده‌است.